# Protocolo SDIF-2
El protocolo SDIF-2 es un protocolo de audio digital que utiliza un formato de interfaz digital Sony, con líneas desbalanceadas de 75 ohms con cables Coaxiales y conectores BNC. El protocolo SDIF-2 es utilizado por los formatos ditilas basados en cinta magnética digital de vídeo que utilizan el códec PCM.
Esta interfaz utiliza para transportar información tres cables coaxiales. En el primero de ellos lleva la señal del canal izquierdo (que puede o no ser audio, recordemos que estamos en una interfaz digital que transporta secuencias de números binarios en cualquiera de sus formas RZ, NRZ,etc.), luego por otro cable de los tres transporta la señal del canal derecho, y por último también transporta en el tercer cable la señal de reloj de palabra (word clock). Al ser tres cables y uno de ellos independiente, nos encontramos con una conexión desbalanceada. Esto trae el problema de la distancia. Llegado un punto en la historia del audio digital, todos los beneficios del mismo como sus desventajas conocidas quisieron introducirse al mundo profesional y requiriendo grandes distancias, pero al encontrarnos con una conexión desbalanceada esto no era posible, por lo que el protocolo requería tres cosas:
- Trabajar en un único cable
- Trabajar en largas distancias
- Permitir la transmisión de información adicional

Con estas necesidades surge el protocolo AES que luego seguiría siendo modificado hasta llegar a lo que hoy conocemos como AES/EBU o AES3.
- Datos: Q6088595